# John Eller
John Eller (voller Name: John Jacob Eller, Jr., * 15. Oktober 1883 in New York; † 20. Januar 1967 in Cutchogue, New York) war ein US-amerikanischer Leichtathlet, der sich auf den Hürdensprint spezialisiert hatte.

## Sportkarriere
John Eller wuchs als Nachfahre deutscher Immigranten in New York auf. 1905 trat er dem New York City Police Department bei und diente bis 1941 als Police-Officer.
Im Alter von 17 Jahren begann Eller mit seiner Sportlerkarriere. Zuerst versuchte er sich als Ruderer beim Metropolitan Rowing Club. 1903 wurde er Mitglied der Nationalgarde der Vereinigten Staaten und schloss sich dem 71. Regiment an. Hier nahm er an Wettbewerben der Military Athletic League teil.
Als Mitglied des Irish American Athletic Club konnte er fünf Mal (1907, 1908, 1910, 1911, 1912) die Meisterschaft der Amateur Athletic Union über die Hürdenstrecke von 220 Yards gewinnen. 1911 und 1916 gewann er zudem die Hallenmeisterschaften.
1912 wurde er für das US-amerikanische Olympiateam zur Teilnahme an den Olympischen Sommerspielen 1912 in Stockholm ausgewählt. In Stockholm sollte er über 110 m Hürden antreten. Außerdem startete er im Fünfkampf.
Am 7. Juli begann der Fünfkampf mit 26 Athleten. Das Reglement sah vor, dass nach drei Disziplinen nur die besten 12 Athleten weitermachen konnten. Ausschlaggebend für die Platzierung waren die Platzierungspunkte, d. h. je niedriger die Punktzahl, desto besser. John Eller belegte im Weitsprung mit 6,17 m Platz 18. Dann folgte der Speerwurf, den er mit 33,36 m als 25. beendete. Als dritte Disziplin stand der 200-Meter-Lauf auf dem Programm. Eller kam mit 23,1 s auf Rang 4. Mit 47 Punkten belegte er Platz 19 und schied aus. Um Platz 12 zu erreichen, hätte er 12 Punkte weniger haben müssen.
Der 110-Meter-Hürdenlauf begann mit den Vorläufen am 11. Juli. In den Vorläufen qualifizierten sich die zwei besten Athleten pro Lauf für das Halbfinale. Eller wurde in Vorlauf 2 gelost, in dem nur zwei Läufer starteten. Mit 16,0 s siegte Eller vor dem Briten Laurie Anderson und zog ins Halbfinale ein. Das Halbfinale fand am gleichen Tag statt. Hier konnte sich nur der Laufsieger für das Finale qualifizieren. Eller musste direkt im ersten Halbfinale antreten und belegte mit geschätzten 15,7 s Rang 2 und schied damit aus.

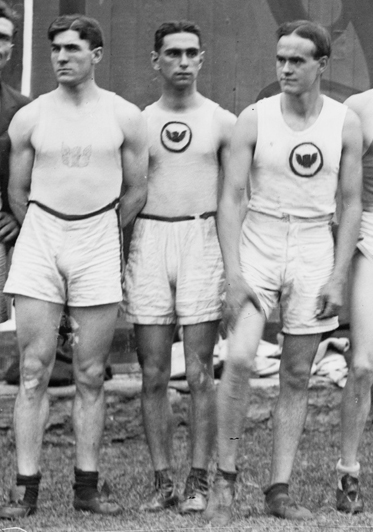
John Eller (r.) als Teil der US-Olympiamannschaft 1912
mit Abel Kiviat (M.) und John Reynolds (r.)

## Rekorde und Bestleistungen
Joe Ellers Bestleistung über 110 m Hürden lag bei 15,3 s, die er 1908 erzielte. Vor der Gründung des Weltleichtathletikverbandes IAAF im Jahre 1912 und der damit verbundenen Anerkennung von Weltrekordleistungen stellte Eller drei inoffizielle Weltrekorde über 220 Yards Hürden auf (1907, 1908 und 1911). Insgesamt konnte er 43 Meisterschaften auf nationaler und internationaler Ebene sowie Polizeimeisterschaften gewinnen.

## Leben nach dem Sport
37 Jahre lang, von 1905 bis zu seiner Pensionierung 1941, arbeitete John Eller als Polizist, zuerst in der Motorradstaffel, dann in der Vollzugseinheit. In seiner Polizeikarriere wurde er sieben Mal für seine hervorragende Polizeiarbeit geehrt.
Am 20. Januar 1967 verstarb John Eller in Cutchogue im US-Bundesstaat New York.